# Австралийский референдум (1999)
Австралийский референдум 1999 года был проведён на территории всей страны и содержал два вопроса: желают ли жители преобразовать страну из королевства Содружества в республику и по изменению конституции.
Республиканцы Австралии несколько десятилетий до референдума имели в стране довольно сильные позиции. В феврале 1998 года в Канберре прошёл Конституционный конвент, большинство делегатов которого проголосовало за преобразование Австралии в республику.
Сам референдум был проведен 6 ноября 1999 года. За преобразование в республику высказалось 45,13%, за изменение конституции — 39,34 %. При этом, во всех субъектах Австралии, кроме Столичной территории, за республику проголосовало менее 50 %, за изменение конституции — во всех без исключения.
Республиканцы были настроены провести новый референдум в ближайшие годы, но дата определена не была. В конце 2005 года был проведён опрос, в котором 46 % опрошенных пожелали, чтобы Австралия стала республикой. Однако, 34 % высказались за то, чтобы главой страны должен быть британский монарх, при этом 52 % не пожелали, чтобы следующим главой Австралии стал Принц Уэльский Чарльз, за которого высказались лишь 29 % граждан Австралии.
Дата проведения следующего референдума об изменении государственного устройства не определена. В марте 2007 года тогдашний премьер-министр Австралии монархист Джон Говард выразил сомнение, что Австралия станет республикой, пока у власти находится королева Елизавета II.